# Paulo Sérgio Rosa Barroso
Paulo Sérgio Rosa Barroso (São Paulo, 1 januari 1969) is een Braziliaans voetballer, beter bekend onder zijn voetbalnaam Viola. 

## Biografie
Hij begon zijn profcarrière in de jaren tachtig bij Corinthians. In de finale van het Campeonato Paulista 1988 nam Corinthians het op tegen Guarani. Viola mocht invallen en scoorde het winnende doelpunt waardoor Corinthians de titel won. Hierna was zijn carrière gelanceerd. In 1993 werd hij zelfs door de bondscoach geselecteerd om deel te nemen aan de Copa América 1993, waar hij speelde aan de zijde van Romário, Zinho, Bebeto en Cafú. Hij werd zelfs meegenomen naar het WK in Amerika dat de Brazilianen zouden winnen. Viola speelde als invaller mee in de finale. Hij viel in de 106de minuut in voor Zinho.
In 1995 won hij met Corinthians opnieuw de staatstitel en dat jaar ook de Copa do Brasil. In 1995 trok hij naar Europa voor een avontuur bij Valencia, maar keerde na één jaar terug. Na een seizoen bij Palmeiras ging hij voor Santos spelen en won daar in 1998 de Copa CONMEBOL mee, datzelfde jaar werd hij ook topschutter in de Série A. In 1999 ging hij voor Vasco da Gama spelen, waarmee hij het Torneio Rio-São Paulo won, de Copa Mercosur en de landstitel. In 2002 trok hij voor anderhalf jaar naar het Turkse Gaziantepspor. Na zijn terugkeer speelde hij nog voor de grote clubs Guarani en Bahia, maar daarna enkel nog voor kleinere clubs. 
1 Taffarel ·
2 Jorginho ·
3 Ricardo Rocha ·
4 Ronaldão ·
5 Mauro Silva ·
6 Branco ·
7 Bebeto ·
8 Dunga  ·
9 Zinho ·
10 Raí ·
11 Romário ·
12 Zetti ·
13 Aldair ·
14 Cafú ·
15 Márcio Santos ·
16 Leonardo ·
17 Mazinho ·
18 Paulo Sérgio ·
19 Müller ·
20 Ronaldo ·
21 Viola ·
22 Gilmar ·
Coach: Parreira